# Inge Süßmann
Inge Süßmann ist eine ehemalige deutsche Tischtennisspielerin. 1955 und 1957 wurde sie Dritte im Doppel bei den Deutschen Meisterschaften.

## Werdegang
Inge Süßmann begann mit dem Tischtennissport beim Verein TTC Wehrstedt und wechselte Anfang der 1950er Jahre zu TTC Blau-Weiß Harsum, mit dessen Damenmannschaft sie 1952, 1953 und 1956 Meister der Oberliga Niedersachsen wurde. Zweimal gewann sie die Niedersachsen-Meisterschaft im Mixed, 1953 mit Konrad Dettmer und 1955 mit Klaus Onnen. Ab 1957 spielte sie beim Verein Barmer TTC.
Ihre größten Erfolge erzielte sie bei Deutschen Meisterschaften: 1955 und 1957, wo sie zusammen mit Martha Willke das Halbfinale im Doppel erreichte. Bei der DM 1958 trat sie im Mixed mit ihrem Bruder Roland Süßmann an. 1956 wurde sie in der deutschen Rangliste auf Platz 8 geführt.